# Хруничев, Михаил Васильевич
 Михаи́л Васи́льевич Хру́ничев (1901—1961) — советский государственный деятель, организатор производства, генерал-лейтенант инженерно-технической службы (1944 год), Герой Социалистического Труда.

## Биография
Родился 22 марта (4 апреля) 1901 года на Шубинском руднике Бахмутский уезд, Екатеринославской губернии, Российская империя в семье шахтёра. Русский. Два года отучился в Начальном земском училище в Алчевске, но его не закончил из-за чрезвычайно тяжелого материального положения семьи. С 1914 года работал на руднике: рассыльным, коногоном, молотобойцем. С 1920 года служил в Красной армии, в особой военно-продовольственной комиссии по обеспечению хлебом и фуражом 1-й Конной армии. Затем становится командиром сапёрного взвода в 15-й Сивашской дивизии, вступает в РКП(б) в 1921 году.
с 1924 года — в органах милиции Донецкой губернии. Сначала работал помощником начальника, а впоследствии начальником промышленной милиции на Штеровском динамитном заводе. В 1926 года он возглавил милицию 1 района г. Луганска, а затем — уголовный розыск Луганской окружной милиции. В 1929 году был назначен заведующим окрадминотделом — начальником Луганской окружной милиции.
В 1930 году перешел на хозяйственную работу, был выдвинут на должность помощника директора завода имени Артема, с 1932 года по 1935 год работает помощником, затем — заместителем директора патронного завода (№ 60) в Луганске. В 1932 году окончил Украинскую промышленную академию, в 1935 году — три курса Всесоюзного института хозяйственников Наркомтяжпрома (факультет особого назначения).
В 1936 году стал уже директором военного завода № 184 в Зеленодольске. Его усилиями на базе механического завода судостроительной промышленности был создан крупный завод по производству гильз и авиационных бомб. Завод интенсивно оснащался новейшим оборудованием и это позволило в 1937 году утроить выпуск боеприпасов. В 1937 году его отзывают в Москву в центральный аппарат Наркомата оборонной промышленности — сначала на должность начальника 12 Главка, а затем — заместителя Народного Комиссара оборонной промышленности СССР. А через год, после реорганизации Народного Комиссариата оборонной промышленности, его назначают заместителем наркома авиационной промышленности СССР.
В 1942—1946 — первый заместитель Народного Комиссара боеприпасов СССР.
В 1945 году «за выдающиеся заслуги в деле организации производства самолетов, танков, моторов, вооружения и боеприпасов, а также за создание и освоение новых образцов боевой техники и обеспечение ими Красной Армии и Военно-Морского Флота в годы Великой Отечественной войны» М. В. Хруничеву присвоено звание Героя Социалистического Труда с вручением ордена Ленина и Золотой медали «Серп и Молот».
В 1946—1953 — Министр авиационной промышленности СССР.
В 1953—1955 — первый заместитель Министра среднего машиностроения СССР.
В 1955—1956 — заместитель Председателя Совета Министров СССР.
19 января 1956 года было принято Постановление Президиума ЦК КПСС «О состоянии работ по созданию систем „воздух—воздух“» в котором, в частности, было: "Указать т. Хруничеву, что он несерьезно относится к своим обязанностям и формально-бюрократически подошел к выполнению поручения ЦК КПСС по созданию систем «воздух — воздух».
В 1956—1961 — заместитель Председателя Госэкономкомиссии СССР, заместитель Председателя Госплана СССР — Министр СССР.
В 1961—1961 — заместитель Председателя Совета Министров СССР, Председатель Государственного комитета Совета Министров СССР по координации научно-исследовательских работ.
Скончался в 1961 году, похоронен на Красной площади у Кремлёвской стены.

### Партийная и общественная жизнь
- Член РКП(б) с 1921 года,
- Генерал-лейтенант инженерно-технической службы (1944 год)
- Член ЦК КПСС с 1952 года,
- Избирался депутатом Верховного совета Союза ССР 2 и 5 созывов.

## Награды
- Герой Социалистического Труда (1945),
- семь орденов Ленина,
- орден Трудового Красного Знамени,
- орден Суворова II степени (18.11.1944)[3]
- Сталинская премия
- Сталинская премия
- Медаль в честь запуска первого в мире искусственного спутника Земли.

### Память
Имя М. В. Хруничева присвоено:
- московскому Машиностроительному заводу (ныне Государственный космический научно-производственный центр имени М. В. Хруничева) — в 1961 году;
- Усть-Катавскому вагоностроительному заводу — в 2011 году.
- Памятник М. В. Хруничеву установлен на территории Государственного космического научно-производственного центра в Москве.